# وربوو، استان ویدین
وربوو، استان ویدین (به لاتین: Varbovo, Vidin Province) یک روستا در بلغارستان است که در Chuprene واقع شده‌است.